# David Fricke
David Fricke (* 4. června 1952) je americký hudební novinář a hudební kritik. Studoval na Muhlenberg College v Allentownu ve státě Pensylvánie. Od roku 1979 je editorem časopisu Rolling Stone, ve kterém píše převážně o rockové hudbě. V devadesátých letech byl jeho šéfredaktorem. Podílel se také na sérii dokumentů o albech nazvané Classic Albums. Byli mezi nimi například alba The Dark Side of the Moon (Pink Floyd), Disraeli Gears (Cream), Nevermind (Nirvana), Black Album (Metallica), Apostrophe a Over-Nite Sensation (Frank Zappa) nebo Moving Pictures a 2112 (Rush). Dále se podílel například na dokumentárních filmech o Lou Reedovi nebo v pořadu Sedm epoch rocku. V současné době pro časopis Rolling Stone píše sekci Fricke's Picks. Je také autorem poznámek (liner notes) k mnoha albům.